# Chondracris
Chondracris es un género de saltamontes de la subfamilia Cyrtacanthacridinae, familia Acrididae, y está asignado a la tribu Cyrtacanthacridini. Este género se distribuye en Asia, específicamente en India, Vietnam, Indonesia (Yakarta), el este de China, Corea y Japón.

## Especies
Las siguientes especies pertenecen al género Chondracris:
- Chondracris bengalensis Mungai, 1992
- Chondracris rosea (De Geer, 1773)